# Drosophila mercatorum
Drosophila mercatorum är en tvåvingeart som beskrevs av Patterson och Wheeler 1942. Drosophila mercatorum ingår i släktet Drosophila och familjen daggflugor.
Artens utbredningsområde täcker delstaterna Kalifornien, Arizona och Louisiana i USA.